# Julio Correa
Julio Arístides Correa Myzkowsky (Asunción, 30 de agosto de 1890 - Luque, 14 de julio de 1953), fue un poeta paraguayo que escribía versos en idioma guaraní.

## Biografía
Correa nació en Asunción (Paraguay) el 30 de agosto de 1890. Su abuelo materno, de apellido Myzkowsky, era polaco. Su madre, la paraguaya Amalia Myzcowsky, hija del coronel polaco Luis Mizcowsky; y, su padre Eleuterio Correa portugués. Dejó el colegio muy joven. Comenzó a publicar sus poemas en 1926.
Alentado por el poeta Manuel Ortiz Guerrero, empezó a escribir en una sección titulada “Dialoguitos callejeros” del periódico Guaraní, de Facundo Recalde.
Su creatividad estalló con la guerra del Chaco. Sus piezas en idioma guaraní fueron recibidas con gran éxito y en ellas se destacó como autor, actor y director. De 1934 a 1936, publicó sus poemas en la revista Guarania, de Natalicio González, que luego integraron el libro Cuerpo y Alma (1943). En 1947, fue detenido por sus escritos. La guerra civil de ese año tuvo un efecto negativo en el autor y éste cayó en el decaimiento y la desilusión. Se recluyó en una quinta en la ciudad de Luque donde murió el 14 de julio de 1953.

## Infancia y juventud
De familia acomodada venida a menos por los avatares de la posguerra de 1864 a 1870 y su incidencia en la sociedad paraguaya de su tiempo, Correa es, incuestionablemente, la máxima expresión, en cuanto a la creación del arte dramático paraguayo y el exponente más alto del teatro en  guaraní, a más de inspirado poeta de neto corte social. Es descendiente de portugueses. El padre combatió en la guerra de la Triple Alianza y, una vez terminada la lucha, se quedó  en la tierra de su mujer, como otros tantos patricios. Una vez más el Paraguay vería repetirse el fenómeno del mestizaje colonial. El niño creció entre el pueblo de habla guaraní, campesinos y operarios, y desde esa época, comenzó a sentir sus ansias, a ver sus luchas titánicas para sobrevivir. Al volverse hombre se descubrió intérprete de esa gente, tanto en el teatro como en la poesía de acción social.
Fue muy amigo del escultor rosarino Erminio Blotta, ciudadano honorario de la República del Paraguay.

## Su familia
Casado con Georgina Martínez, notable actriz, fundó una compañía teatral con la cual recorrió cada rincón del Paraguay, llevando su mensaje de denuncia por las injusticias generadas por improductivos latifundios y explotaciones de tiempo inmemorial y su lógica consecuencia, la falta de tierras para los campesinos y los vejámenes de que eran objeto por parte de patrones, capataces y autoridades.

## Su trayectoria
Walter Wey, excelente y documentado investigador brasileño, pinta un retrato maravilloso del polifacético Correa: “¿Quién no conoce y admira a Julio Correa poeta, dramaturgo, empresario, rematado, negociante, contador de anécdotas y destilador número uno de venenos políticos y literarios?. Tal vez las víctimas, hombres y mujeres que no fueron respetados por su talento de improvisador de versos satíricos, que nunca fueron publicados, pero que todos saben de memoria. Oír a Correa recitarlos en una rueda, en la esquina de la calle Palma o en su quinta de Luque, constituyó uno de los más bellos espectáculos de nuestra vida... Por eso ha sufrido persecuciones y no pocas veces pasó por la cárcel, para satisfacción de la saña de venganza de sus enemigos. Mientras tanto, el aplauso y la admiración del pueblo lo estimulan, y Julio Correa continúa incorregible mente.
Fue el creador del teatro guaraní, su mayor autor, y probablemente, su mejor actor. Con formidable intuición sintió que el problema máximo de Paraguay era el de distribución de tierras, pues como escribió Justo Pastor Benítez, el paraguayo es un mero ocupante de su propia tierra.
Correa, intuyendo esa verdad, se hizo paladín de esta lucha, combatiendo el latifundio extranjero y nacional con enorme coraje. En su enorme vivienda en Luque, no vimos un solo libro. Quien traspone la puerta rematada por tres enormes efes rojas (Fe en Franco y Febrero) y por el retrato de jefe del partido, una de las pocas personas por él respetadas, puede encontrar gallinas picoteando o puercos hociqueando los rincones de la sala, pero nada que recuerde la casa de un poeta.
Julio Correa es un poeta sin cultura y, lo que lo torna más interesante, sin el mínimo deseo o preocupación de adquirirla. Las poesías en lengua española que reunió en 1945, bajo el título de Cuerpo y Alma, cerraron una época y abrieron un nuevo camino, que será ensanchado por Hérib Campos Cervera, con la introducción de la "literatura de vanguardia".
Justamente es Campos Cervera, compañero generacional de Correa, quien completa esta visión del gran dramaturgo: "Correa sigue siendo el gran creador de imágenes de nuestro medio social y de nuestros problemas; dramas de la miseria, de la tierra, de la sangre y de los celos".
Ásperas tragedias que cada día vive nuestro pueblo, mientras busca dando mano tones en la sombra, el camino de la libertad. Nuestro pueblo interpreta así a Correa: como espejo de sus esperanzas más indeclinables; como un intérprete de sus dolores más hondos y de sus alegrías  más  profundas; de  otro modo no se explica la especie de idolatría que inspira su figura cuando está en la escena, en medio de sus otros engendros. Porque Correa no se ha conformado con crear personajes; también los encarna gozando o muriendo las embriagueces y las caídas morales de sus entes humanismos. La estampa transfigurada de Julio, toma todos los matices que tiene la pasión, todos los furores del odio, todas las bondades de la compasión; su voz tiembla o impreca, ruge o llora, ajustándose a la exacta medida del sentimiento que se viste con el ropaje del arte para sobrevivir.

## Obra
La vasta producción dramática de Julio Correa incluye:
- "Karai Eulogio"   (Señor Eulogio)º

- "Ñane mba’era’y"  (“Lo que no puede ser nuestro”)

- "Guerra aja”  (“Durante la guerra”)

- "Tereho jevy fréntepe" (“Regresa al frente”)

- "Pleito rire"  (“Después del pleito”)

- "Péicha guarante"  (“Así nada más”)

- "Sandía yvyguy”  (“Sandía enterrada”)

- "Karu poka”  (“Comer Poco”)

- "Honorio Causa”  (“A causa de Honorio”)

- "Po’a nda ja jokoi”  (“A la suerte no se la detiene”)

- "Sombrero Ka'a” (expresión guaraní-castellana que designa al amante de la amada de una persona), entre otras.

También escribió Yvy yara, Toribio, Yuaijhugui reí, Po’a rusuva y La culpa del bueno.
Entre sus cuentos figuran Nicolasita del Espíritu Santo (1943), El Padre Cantalicio, El borracho de la casa, y El hombre que robó una pava (inconcluso), todas estas publicadas en forma póstuma.

## Últimos años
Falleció el 14 de julio de 1953 en la ciudad de Luque, Paraguay, ciudad próxima a la capital donde se había afincado hacía décadas. La “enorme vivienda” a la que refiere Wey es actualmente el “Museo Julio Correa”.